# Edward Micewski
Edward Micewski (ur. 1820, zm. 22 kwietnia 1909) – ziemianin, poseł na galicyjski Sejm Krajowy
Ziemianin, właściciel dóbr Tuczempy. Członek i działacz Galicyjskiego Towarzystwa Gospodarskiego, członek jego Komitetu (28 czerwca 1870 - 25 czerwca 1872).
Poseł do Sejmu Krajowego Galicji VI kadencji (1889–1895), wybrany do Sejmu Krajowego z III kurii obwodu Jarosław, z okręgu wyborczego Miasto Jarosław